# کارولین براونشوایگ
کارولین براونشوایگ (به آلمانی: Caroline Amalie Elisabeth von Braunschweig-Wolfenbüttel) (۱۷ مه ۱۷۶۸ – ۷ اوت ۱۸۲۱) ملکه هم‌نشین و همسر جرج چهارم پادشاهی متحده بود. کارولین قبل از آن از ۱۷۹۵ تا ۱۸۲۰ شاهدخت ولز بود. کارولین که فرزند کارل ویلهلم فردیناند و شاهدخت آگوستای بریتانیای کبیر بود، در ۱۷۹۴ به نامزدی پسردایی‌اش جرج درآمد. این دو پیش از آن هرگز یکدیگر را ملاقات نکرده بودند و جرج پیش از آن بدون اجازه پدرش ازدواج کرده بود که طبق قوانین به رسمیت شناخته نمی‌شد. 
جرج و کارولین در ۱۷۹۵ با یکدیگر ازدواج کردند و کمی بعد از تولد تنها فرزندشان شاهدخت شارلوت ولز در سال ۱۷۹۶ به صورت غیر رسمی از یکدیگر جدا شدند. در سال ۱۸۰۶ شایعاتی مبنی بر روابط خارج از ازدواج کارولین و فرزندان نامشروع او منتشر شد که به تحقیقاتی در زندگی خصوصی او انجامید. این تحقیقات به شواهدی برای تایید این شایعات دست نیافت اما منجر به محدود شدن ارتباط کارولین و دخترش شارلوت گردید. کارولین در ۱۸۱۴ به ایتالیا نقل مکان کرد و مجدداً شایعاتی مبتنی بر رابطه او با فردی به نام بارتولومئو پرگامی بر سر زبان‌ها افتاد.
در سال ۱۸۲۰ جرج به پادشاهی بریتانیا و هانوفر رسید و قصد طلاق از کارولین را داشت که با مخالفت او مواجه شد. سپس جرج سعی کرد از طریق گذراندن قانونی در پارلمان از کارولین طلاق بگیرد که به دلیل عدم محبوبیت او در میان عامه مردم و در مقابل محبوبیت کارولین، این اقدام نیز با شکست مواجه شد. مراسم تاجگذاری جرج چهارم در ژوئیه ۱۸۲۱ برگزار شد اما کارولین طبق دستور جرج اجازه شرکت در این مراسم را پیدا نکرد. کارولین سه هفته بعد از مراسم تاجگذاری در همرسمیت درگذشت و جسد او بعد از انتقال به براونشوایگ در کلیسای جامع آن شهر دفن شد.